# Индијски црвени мунгос
Јавански мунгос (лат. Urva smithii) је врста сисара из реда звери и породице мунгоси (Herpestidae), припада роду Urva. Настањује јужну и централну Индију и Шри Ланку. Латински назив је дат у част британског зоолога Ендруа Смита (1797-1872).

## Опис
Крзно индијског црвеног мунгоса је браонкасто и грубо, дуго у задњем делу, али кратко на осталим деловима тела. Дужина главе и трупа је 40-45 центиметара, док је дужина репа износи 36 цм. Реп чини око 75-90% дужине тела. Мужјаци су већи и тежи од женки са тежином од 2,2 килограма; женке теже око 1,2 кг. Одликује га индијски сиви мунгос по већој величини и репу са црним врхом који се делимично јавља на истом подручју.

## Распрострањеност и станиште
Индијски црвени мунгос је углавном шумска животиња и преферира осамљенија подручја. Врста насељава суве шуме, жбуње и отворена подручја. Могу се наћи на надморској висини до 2200 метара. У Шри Ланки, међутим, изгледа да је ограничен на сува подручја на нижим надморским висинама.

## Таксономија
Herpestes smithii је био научни назив који је предложио Џон Едвард Греј 1837. године за зоолошки примерак у колекцији Природњачког музеја у Лондону. Сматра се да сви азијски мунгоси припадају роду Urva.
Подврсте:
- U. s. smithii
- U. s. thysanurus
- U. s. zeylanius

## Начин живота
Индијски црвени мунгос је очигледно углавном активан током дана. Углавном лови сам и храни се птицама, гмизавцима и малим сисарима. Креће се првенствено по земљи, иако се повремено пење на дрвеће. Мало се зна о њиховом репродуктивном понашању. Углавном је усамљена животиња, ретко се може видети у пару током сезоне парења. Међутим, примећене су породичне групе мајки и штенаца које се састоје од око пет јединки.
Живи у густим џунглама, ивицама шума у близини пириначних поља и чајних имања. Међутим, током сукоба са људима веома брзо се повлачи у пукотину или испод стене. Када су сатерани у ћошак, неустрашиво се боре уз гласне и реске повике.

## У култури
У Шри Ланки се ова животиња обично сматра недопадљивом животињом и штеточином. Златна палмина цибетка (Paradoxurus zeylonensis), сасвим друга врста ендемска за Шри Ланку, такође се назива hotambuwa због сличног изгледа и боје.